# 武士英魂
《武士英魂》（英語：Man of La Mancha）是一部1972年美意合製的音樂劇情片，改編自1965年的同名百老匯音樂劇《武士英魂》。該音樂劇雖沿用了米格尔·德·塞万提斯原著小說《堂吉訶德》的元素，但大部分情節則改編自1959年的電視舞台劇《我，堂吉訶德》（I, Don Quixote）。

## 演員
- 彼得·奧圖 飾 Don Quixote de La Mancha / 米格尔·德·塞万提斯 / Alonso Quijana
  - 歌曲由Simon Gilbert配音
- 蘇菲亞·羅蘭 飾 Aldonza / Dulcinea
- 占士·古高 飾 Sancho Panza / Cervantes' Manservant
- 哈利·安杜遼斯 飾 The 'Governor' / The Innkeeper
- 尊·卡素 飾 The 'Duke' / Dr. Sanson Carrasco
- Brian Blessed 飾 Pedro, the Head Muleteer
- Ian Richardson 飾 The Padre
- Julie Gregg 飾 Antonia Quijana
- Rosalie Crutchley 飾 The Housekeeper
- Gino Conforti 飾 The Barber

## 提名及獲獎
- 第45屆奧斯卡金像獎
  - 提名：最佳配樂改編（Laurence Rosenthal）
- 金球獎
  - 提名：最佳音樂或喜劇片男主角（彼得·奧圖）及最佳音樂或喜劇片男配角（占士·古高）

## 外部連結
- 互联网电影数据库（IMDb）上《武士英魂》的资料（英文）
- TCM电影资料库上《武士英魂》的资料（英文）
- AllMovie上《武士英魂》的资料（英文）
- 爛番茄上《武士英魂》的資料（英文）